# Yucatán (savezna država)
Yucatán je jedna od 31 savezne države Meksika, nalazi se na jugoistoku zemlje, na istomenom poluotoku. Sa sjeveru ga oplakuje Meksički zaljev, na istoku graniči s državom Quintana Roo, a na jugozapadu s državom Campeche. Glavni grad je Mérida. Država je administrativno podijeljena na 106 općina.
Prije dolaska španjolskih osvajača, poluotok Yucatán bio je središte kulture Maya, a o tome danas svjedoče brojni arheološki lokaliteti. Yucatán je jedna od posljednjih država koje su se priključile meksičkoj federaciji. Tijekom 19. stoljeća separatističke struje nastojale su proglasiti samostalnu Republiku Yucatán. Za vrijeme porfirijata područje države bilo je podjeljeno kako bi se uspostavio savezni teritorij, koji se danas podudara sa saveznom državom Quintana Roo.

## Općine
- Abalá
- Acanceh
- Akil
- Baca
- Bokobá
- Buctzotz
- Cacalchén
- Calotmul
- Cansahcab
- Cantamayec
- Celestún
- Cenotillo
- Chacsinkín
- Chankom
- Chapab
- Chemax
- Chichimilá
- Chicxulub Pueblo
- Chikindzonot
- Chocholá
- Chumayel
- Conkal
- Cuncunul
- Cuzamá
- Dzán
- Dzemul
- Dzidzantún
- Dzilam de Bravo
- Dzilam González
- Dzitás
- Dzoncauich
- Espita
- Halachó
- Hocabá
- Hoctún
- Homún
- Huhí
- Hunucmá
- Ixil
- Izamal
- Kanasín
- Kantunil
- Kaua
- Kinchil
- Kopomá
- Mama
- Maní
- Maxcanú
- Mayapán
- Mérida
- Mocochá
- Motul
- Muna
- Muxupip
- Opichén
- Oxkutzcab
- Panabá
- Peto
- Progreso
- Quintana Roo
- Río Lagartos
- Sacalum
- Samahil
- San Felipe
- Sanahcat
- Santa Elena
- Seyé
- Sinanché
- Sotuta
- Sucilá
- Sudzal
- Suma
- Tahdziú
- Tahmek
- Teabo
- Tecoh
- Tekal de Venegas
- Tekantó
- Tekax
- Tekit
- Tekom
- Telchac Pueblo
- Telchac Puerto
- Temax
- Temozón
- Tepakán
- Tetiz
- Teya
- Ticul
- Timucuy
- Tinum
- Tixcacalcupul
- Tixkokob
- Tixmehuac
- Tixpéhual
- Tizimín
- Tunkás
- Tzucacab
- Uayma
- Ucú
- Umán
- Valladolid
- Xocchel
- Yaxcabá
- Yaxkukul
- Yobaín